# Lagar de Torrijos
El lagar de Torrijos, también conocido como casa Benefique al incluirse actualmente en la finca los terrenos de esta casa ya desaparecida, constituye un ejemplo del lagar característico de los Montes de Málaga, dedicado casi exclusivamente al vino. Es un magnífico exponente del hábitat de los Montes de Málaga surgido durante la expansión agrícola y burguesa de la primera mitad del siglo XIX, asociado a una pequeña parcela agrícola, en donde se cultivaba la vid y se transformaba la uva en vino, y cuyos propietarios o arrendatarios no comercializaban directamente este producto, sino que lo vendían a las grandes bodegas de la ciudad de Málaga para su comercialización. 

## Descripción
Se trata de una construcción en L, con distribución muy funcional y crecimiento progresivo y orgánico, según las necesidades y variaciones de los cultivos. En origen, la planta alta estaría destinada a vivienda y la planta baja a las labores de transformación agrícola. 
Las modificaciones de la primitiva fábrica se originaron durante el siglo XIX, tras la crisis de la filoxera, que obligó a la mixtificación de los cultivos y a una producción de subsistencia, con el olivo como dominante de la parcela, complementándose con el almendro para las zonas de mayor desnivel y el trigo para las llanas, y recuperando, aunque sólo en parte, la uva. Así se construyeron dos alas más en el patio trasero dedicadas a la prensa de la aceituna, al molino de aceite y a las bodegas, sustituyendo las antiguas cuadras y ampliando los almacenes de aperos. Se creó de esta forma un edificio cerrado en torno a un patio irregular de planta única, a excepción del edificio primitivo, que conserva la planta de vivienda.
Como consecuencia de la especialización arquitectónica en las labores de transformación agrícola, encontraremos pocos elementos decorativos o cultos, como los del lagar de Jotrón, más antiguo. No se observan ni señorío ni capilla, y los elementos dominantes de la fábrica son aquellos que, funcionalmente, tienen mayor importancia en los procesos productivos y de transformación de la uva: la viga del lagar, el muro de contrapeso, la bodega de fermentación y el lagar de pisar. Sus dimensiones condicionan la nave principal, longitudinal y de mayor altura y a partir de ésta, se organiza el resto del edificio según las necesidades funcionales.
La estructura y los materiales son típicos de este hábitat rural: muros exteriores de mampostería ordinaria, argamasa de barro y cal, enfoscados y enjalbegados, cubiertas simples de teja, con techos a dos aguas y solería de barro cocido. Los huecos no tienen ninguna composición rítmica y son de muy distintas dimensiones, tanto para ventanas como para puertas y balcones. Únicamente destacan algunos elementos con cierto valor decorativo, como un pequeño reloj de sol realizado en mármol blanco, que hoy se encuentra sin cumplir su misión en el patio interior y que probablemente en el pasado estuviese en la fachada principal o, como afirma Rafael Blanco Sepúlveda, en la confluencia de las fachadas principal y lateral izquierda, con una lógica orientación hacia el sur. También podemos encontrar ciertos valores estéticos en la fuente exterior y en la alberca o abrevadero para animales, que pese a su funcionalidad adopta una forma elaborada en torno a cuatro altos pilares rematados en pirámide rebajada y con entramado de maderas, probablemente para acoger una parra que la cubriera. La fecha de construcción, según aparece en una lápida, es 1849.
Ni la fachada principal ni el muro de contrapeso escapan a su funcionalidad para adoptar soluciones cultas o decorativas. La fachada, longitudinal, sigue el largo de la nave de la viga hasta alcanzar la cocina. Sin ninguna estructura rítmica, se articula por medio del vano de la puerta principal en el centro, dos ventanas a cada lado en la planta baja y una serie de balcones a distintas alturas en la planta alta. Está enfoscada y enjalbegada. El muro de contrapeso, en fábrica de mampostería enfoscada, sobresale escasamente un metro del nivel de cubiertas, y su perfil triangular se remata en teja árabe a dos aguas.

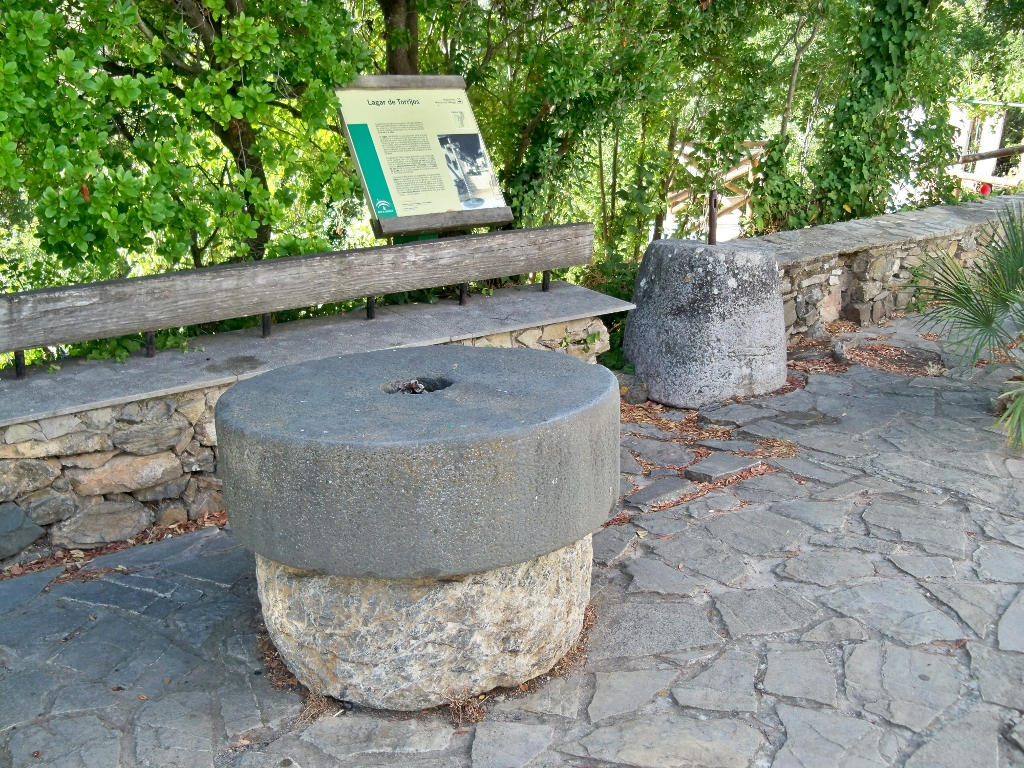
Piedras de molino en el Lagar de Torrijos

El interior recoge diversos elementos propios de la transformación agrícola a la que se dedicaba el edificio. La viga, datada en 1843, se conserva perfectamente y hoy día aún se usa para la prensa de la uva que se produce en las fincas aledañas. Está construida en su interior en pino y recubierta en ciprés, al igual que el husillo de la piedra de contrapeso. Posee una longitud de 8 m y un grosor de 80 cm. El lagar de pisar se mantiene perfectamente, duplicándose en la segunda nave. Las bodegas de vino conservan seis tinajas datadas también en la mediación del siglo XIX con distintos sellos de fabricantes. Aquí se producía la fermentación tumultuosa del vino y su almacenado, hasta que se vendía a alguna bodega de la ciudad. También se conserva una estrujadora de uva, de finales del siglo XIX, construida en hierro y madera de encina, que sustituirá tras la crisis de la filoxera el pisado de la uva en el lagar de pisar, debido a la disminución de la producción de uva y de su transformación en vino. 
Asimismo los elementos de transformación de la aceituna, posteriores a la crisis y a la modificación de los cultivos, se conservan perfectamente y están estrechamente relacionados con el auge industrial de Málaga de finales del siglo XIX. A excepción de las alpechineras, que se encuentran en el exterior del edificio, el resto se ubica en las antiguas cuadras, ampliadas tras el cambio de cultivo y la introducción del olivar en la producción de la finca. El molino de aceite, de tres rodillos y con tracción animal, es de mediados del siglo XIX. La prensa es de piquera o de breva, y tiene una datación algo posterior. Está construida en hierro y acero en la fábrica de Ruperto Heaton, en el barrio de Huelin de Málaga. La caldera para el agua es también de finales del siglo XIX.